# Оверчук Олександр Анатолійович
Олександр Анатолійович Оверчук(нар. 30 травня 1960, м. Львів) — скульптор, сценограф. Член Національної спілки театральних діячів України. Заслужений діяч культури Польщі.

## З життєпису
Народився 30 травня 1960 року у Львові в родині скульптора Анатолія Оверчука. У 1988 році закінчив Львівський державний інститут прикладного та декоративного мистецтва (нині — Львівська національна академія мистецтв). Працював художником-постановником Львівської обласної державної телерадіокомпанії (1988—1993), головним художником Львівського обласного музично-драматичного театру імені Юрія Дрогобича (1997—2002). Протягом тридцяти років співпрацював з театрами України (Львів, Луцьк, Мукачево), Росії (Оренбург), Польщі (Плоцьк), Чехії (Чеський Чешин і Оломоуц).

## Творчість
Один з ініціаторів і учасників спільного проєкту Львівського міжобласного відділення Національної спілки театральних діячів України та Федерації польських організацій в Україні — «Сцени-студії ГАЛІЦІАНА» (Львів) — експериментальної сцени, покликаної в умовах польсько-українського пограниччя працювати на мовах обох культур.
Працює в сфері сакрального мистецтва (скульптура, вітраж, сакральний дизайн)
Протягом п'яти років є учасником Міжнародної наукової конференції САКРОЕКСПО (Кельце, Польща).
Автор поетичної збірки EPISTULAE AD PROXIMUM (Листи до Сусіда), натхненного творчістю Збігнева Герберта (Видавництво AULA, Варшава 2013 р.).

### Cпільні міжнародні проєкти
- 2002 р. — Спільний проєкт Національного академічного українського драматичного театру імені Марії Заньковецької та Міністерства культури та національної спадщини Польщі, В. Гомбрович «Івона принцеса Бургундії» — сценографія. Режисер Wieslaw Rudzki
- 2011 р. — Спільний проєкт Генерального консульства Польщі у Луцьку та Волинського академічного лялькового театру, Леся Українка «Камінний господар» — сценографія.
- 2008 р. — Театр імені Єжи Шанявського, Плоцьк (Польща) — Дж. Гей «Жебрача опера», сценографія.
- 2009 р. — Співавтор документальної кінострічки. «Слідами Збігнева Герберта у Львові». Варшава (Краківський Міжнародний фестиваль документального фільму, 2009 р.).
- 2012 р. — До 200-літнього Ювілею театру імені Єжи Шанявського (Плоцьк, Польща) — В. Шекспір «Гамлет» — сценографія.
- 2009–2023 рр. — Співпраця з театрами Moravské divadlo, Těšínské Divadlo (Чехія):
- 2009 р. — Р. Неш «Продавець дощу» — сценографія.
- 2011 р. — І. Фішер «Вовка ми не боїмося» — сценографія.
- 2012 р. — В. Шекспір «Приборкання норовливої» — сценографія.
- 2013 р. — Гольдоні «Хитра вдовичка» — сценографія.
- 2014 р. — Těšínské Divadlo: Чеський Чєшин, Чехія 14 Festiwal Teatrów Moraw i Śląska (14 Фестиваль театрів Моравії та Силезії). «Палата № 7» за мотивами М. Гоголя «Записки божевільного» та А. Чехова «Палата № 6» (Інсценізація, постановка, сценографія).
- 2015 р. — Дж. Салом «Інтрига» — сценографія.
- 2015 р. — А. Міллер «Салемські відьми» — сценографія.
- 2016 р. — Й. Кайнар «Золотоволоска» — сценографія.

### Індивідуальна професійна практика «Театр сценографа»
Базована на поєднанні досвіду театрів Тадеуша Кантора, Йозефа Шайни, Йозефа Свободи зі сценографічною школою України (Є. Лисик, Д. Лідер, В. Бортяков) та Росії (Д. Боровський),
Сцена-студія «Галіціана» (Спільний проект Національної спілки театральних діячів України (Львівське міжобласне відділення) та Федерації польських організацій в Україні).

### Персональні виставки скульптури
- 2007 р. — Львів;
- 2008 р. — Київ;
- 2012 р. — Варшава.

### Викладацький досвід
- 2009–2012 рр. — університет імені Кардинала Стефана Вишинського (Варшава);
- семінари і майстеркласи за авторською програмою: «Досвід української сценографічної школи».

### Наукова діяльність
Міжнародна наукова конференція Sacroexpo «Костели нашого часу» (Польща, Кельце):
- 2009 р. — Публікація «Перспектива спадщини».
- 2010 р. — Публікація «Канон сакрального об'єкту і метаморфоза».
- 2012 р. — Публікація «Форма сакрум — сакрум форми у дзеркалі скульптури».
- 2013 р. — Публікація «Шлях форми».
- 2014 р. — Міжнародна наукова конференція «Fin de siècle znaleziony. Мозаїка кінця століття: художники, явища, товариства, діяльність» (Варшава, Національний Музей). Публікація «Львівський вітраж 1911—1913 років у прибутковому будинку по вулиці Герцена, 6».

## Нагороди
- Міжнародний фестиваль «Золотий Лев» (1994, Львів).  Найкраща сценографія. «Забави для Фауста», Львівський академічний театр імені Леся Курбаса.
- Міжнародний фестиваль «Весна 2000» (2000, Мукачево). Краща сценографія. «Кайдашева сім’я», Львівський обласний академічний музично-драматичний театр імені Юрія Дрогобича.
- Відзнака Міністра Культури Республіки Польща (2009) — Заслужений діяч культури Польщі.
- Відзнака Міністра Культури Республіки Польща (2019) — Gloria Artis.